# Po čem touží kluci
Po čem touží kluci (v originále All Over the Guy) je americký hraný film z roku 2001, který režírovala Julie Davis. Scénář napsal hlavní představitel Dan Bucatinsky podle vlastní divadelní hry. Film popisuje vztah dvou mužů, kteří hledají cestu k sobě. Snímek vyšel v ČR na DVD v roce 2010.

## Děj
Jackie a Brett se seznámí v obchodě, kde Brett prodává svůj nábytek a zamilují se do sebe. Každý z nich má kamaráda gaye a domluví jim rande na slepo. Eli a Tom si však poprvé nepadnou vůbec do oka. Později se znovu potkají na bleším trhu a pokusí se o druhé rande. Ani to však nedopadne dobře. Eli je úzkostlivý a Tom má problém s alkoholem. Definitivně se usmíří až na svatbě Jackie a Bretta.

## Obsazení
| Dan Bucatinsky  | Eli Wyckoff             |
| Richard Ruccolo | Tom                     |
| Sasha Alexander | Jackie Samantha Goldová |
| Adam Goldberg   | Brett Miles Sanford     |
| Andrea Martin   | Dr. Ellen Wyckoffová    |
| Tony Abatemarco | Dr. David Wyckoff       |